# Mælkesnitte
Mælkesnitten (ell. Kinder MælkeSnitte) blev introduceret i Tyskland i 1978 af Ferrero. Den kom på det danske marked i 1993. Ingredienslisten er:
Frisk pasteuriseret mælk (40%), vegetabilsk fedt og olie, sukker, hvedemel, skummetmælkspulver, honning (5%), koncentreret smør, æggepulver, hvedeklid, fedtfattig kakao, hævemiddel (dinatriumdiphosfat, ammoniumkarbonat, natriumhydrogenkarbonat), emulgator (mono- og diglycerider af fedtsyrer), aromaer, salt.
En mælkesnitte fra Ferrero vejer 28 gram. Der er den samme mængde mælk i et normalt glas mælk på 200 ml som i 17 mælkesnitter. 17 mælkesnitter indeholder derudover væsentlige mængder sukker samt 125 gram fedt svarende til en halv pakke smør. På trods af dette forhold markedsførte Tv-reklamerne fra 90'erne mælkesnitten som "det sunde mellemmåltid" med "masser af mælk og et dryp af honning" og med bemærkningen "find den ved siden af mælken i supermarkedet". Reklamerne er blevet kritiseret for at få produktet til at fremstå som sundere end det egentlig var. Kritikken blev også ytret i et lovforslag om forbud mod markedsføring af usunde føde- og drikkevarer til børn under 16 år fra 2007, men forslaget blev ikke vedtaget.